# بلوط سیاه کالیفرنیا
بلوط سیاه کالیفرنیا (نام علمی: Quercus kelloggii) نام یک گونه از سرده بلوط است.